# Хорі Такафумі
Такафумі Хорі (яп. 堀 孝史, нар. 10 вересня 1967, Префектура Канаґава) — японський футболіст, що грав на позиції півзахисника. По завершенні ігрової кар'єри — тренер. З 2017 року очолює тренерський штаб команди «Урава Ред Даймондс».

## Ігрова кар'єра
У дорослому футболі дебютував 1990 року виступами за команду «Тосіба», в якій провів два сезони, взявши участь у 41 матчі чемпіонату.
Своєю грою за цю команду привернув увагу представників тренерського штабу клубу «Урава Ред Даймондс», до складу якого приєднався 1992 року. Відіграв за команду з міста Сайтама наступні сім сезонів своєї ігрової кар'єри. Більшість часу, проведеного у складі «Урава Ред Даймондс», був основним гравцем команди.
Завершив професійну ігрову кар'єру у клубі «Сьонан Бельмаре», за команду якого виступав протягом 1999—2001 років.

## Кар'єра тренера
Розпочав тренерську кар'єру, повернувшись до футболу після тривалої перерви, 2011 року, очоливши тренерський штаб клубу «Урава Ред Даймондс», проте того ж року команду покинув.
2017 року знову очолив тренерський штаб команди «Урава Ред Даймондс», з якою в тому ж році виграв Лігу чемпіонів АФК та повіз команду на Клубний чемпіонат світу.

## Статистика
| Чемпіонат | Чемпіонат            | Чемпіонат   | Ліга | Ліга | Кубок            | Кубок            | Кубок ліги      | Кубок ліги      | Всього | Всього |
| Сезон     | Клуб                 | Ліга        | Ігри | Голи | Ігри             | Голи             | Ігри            | Голи            | Ігри   | Голи   |
| Японія    | Японія               | Японія      | Ліга | Ліга | Кубок Імператора | Кубок Імператора | Кубок Джей-ліги | Кубок Джей-ліги | Всього | Всього |
| --------- | -------------------- | ----------- | ---- | ---- | ---------------- | ---------------- | --------------- | --------------- | ------ | ------ |
| 1990/91   | «Тосіба»             | ЯФЛ 1       | 22   | 7    | 3                | 1                | 2               | 0               | 27     | 8      |
| 1991/92   | «Тосіба»             | ЯФЛ 1       | 19   | 2    | 3                | 0                | 2               | 0               | 24     | 2      |
| 1992      | «Урава Ред Даймондс» | Джей-ліга 1 | -    | -    | 4                | 0                | 7               | 2               | 11     | 2      |
| 1993      | «Урава Ред Даймондс» | Джей-ліга 1 | 27   | 0    | 2                | 0                | 5               | 0               | 34     | 0      |
| 1994      | «Урава Ред Даймондс» | Джей-ліга 1 | 41   | 1    | 0                | 0                | 2               | 0               | 43     | 1      |
| 1995      | «Урава Ред Даймондс» | Джей-ліга 1 | 31   | 2    | 3                | 0                | -               | -               | 34     | 2      |
| 1996      | «Урава Ред Даймондс» | Джей-ліга 1 | 26   | 4    | 4                | 2                | 10              | 0               | 40     | 6      |
| 1997      | «Урава Ред Даймондс» | Джей-ліга 1 | 29   | 3    | 0                | 0                | 8               | 2               | 37     | 5      |
| 1998      | «Урава Ред Даймондс» | Джей-ліга 1 | 4    | 1    | 0                | 0                | 4               | 0               | 8      | 1      |
| 1999      | «Бельмаре Хірацука»  | Джей-ліга 1 | 30   | 3    | 1                | 0                | 2               | 0               | 33     | 3      |
| 2000      | «Сьонан Бельмаре»    | Джей-ліга 2 | 32   | 3    | 3                | 0                | 0               | 0               | 35     | 3      |
| 2001      | «Сьонан Бельмаре»    | Джей-ліга 2 | 33   | 1    | 1                | 0                | 2               | 0               | 36     | 1      |
| Країна    | Японія               | Японія      | 294  | 27   | 24               | 3                | 44              | 4               | 362    | 34     |
| Всього    | Всього               | Всього      | 294  | 27   | 24               | 3                | 44              | 4               | 362    | 34     |

## Титули і досягнення

### Як тренера
- Клубний чемпіон Азії (1):

«Урава Ред Даймондс»: 2017
- Володар Кубка банку Суруга (1):

«Урава Ред Даймондс»:  2017